# Saint-Saturnin-lès-Apt
Saint-Saturnin-lès-Apt este o comună în departamentul Vaucluse din sud-estul Franței. În 2009 avea o populație de 2.648 de locuitori.

## Evoluția populației
| An        | 1975  | 1982  | 1990  | 1999  | 2006  | 2009  |
| --------- | ----- | ----- | ----- | ----- | ----- | ----- |
| Populație | 1.430 | 1.741 | 2.144 | 2.341 | 2.587 | 2.648 |